# MLB All-Star Game 1983
MLB All-Star Game 1983 – 54. Mecz Gwiazd ligi MLB, który odbył się 6 lipca 1983 roku na Comiskey Park w Chicago. Spotkanie zakończyło się zwycięstwem American League All-Stars 13–3 i było to pierwsze zwycięstwo tej drużyny od 1971 i drugie od 1963 roku. Frekwencja wyniosła 43 801 widzów.
Najbardziej wartościowym zawodnikiem został Fred Lynn, który zdobył home runa i zaliczył cztery RBI. Mecz odbył się w 50. rocznicę inauguracji All-Star Game.

## Wyjściowe składy
| National League | National League | National League | National League | American League | American League | American League | American League |
| #               | Zawodnik        | Klub            | Pozycja         | #               | Zawodnik        | Klub            | Pozycja         |
| --------------- | --------------- | --------------- | --------------- | --------------- | --------------- | --------------- | --------------- |
| 1               | Steve Sax       | Dodgers         | 2B              | 1               | Rod Carew       | Angels          | 1B              |
| 2               | Tim Raines      | Expos           | LF              | 2               | Robin Yount     | Brewers         | SS              |
| 3               | Andre Dawson    | Expos           | CF              | 3               | Fred Lynn       | Angels          | CF              |
| 4               | Al Oliver       | Expos           | 3B              | 4               | Jim Rice        | Red Sox         | LF              |
| 5               | Dale Murphy     | Braves          | RF              | 5               | George Brett    | Royals          | 3B              |
| 6               | Mike Schmidt    | Phillies        | 3B              | 6               | Ted Simmons     | Brewers         | C               |
| 7               | Gary Carter     | Expos           | C               | 7               | Dave Winfield   | White Sox       | RF              |
| 8               | Ozzie Smith     | Cardinals       | SS              | 8               | Manny Trillo    | Indians         | 2B              |
| 9               | Mario Soto      | Reds            | P               | 9               | Dave Stieb      | Blue Jays       | P               |

| National League                                                                      | 1 | 0 | 0 | 1 | 1 | 0 | 0 | 0 | 0 | 3  | 8  | 3 |
| American League                                                                      | 1 | 1 | 7 | 0 | 0 | 0 | 2 | 2 | X | 13 | 15 | 2 |
| WP: Dave Stieb (1–0) LP: Mario Soto (0–1) Home runy: AL: Fred Lynn (1), Jim Rice (2) |   |   |   |   |   |   |   |   |   |    |    |   |

## Składy
| Miotacze - Ron Guidry (4) - Rick Honeycutt (2) - Aurelio López (1) - Tippy Martinez (1) - Dan Quisenberry (2) - Bob Stanley (2) - Dave Stieb (3) - Rick Sutcliffe (1) - Matt Young (1) Łapacze - Bob Boone (4) - Lance Parrish (3) - Ted Simmons (8) |  | Wewnątrzpolowi - George Brett (8) - Rod Carew (17) - Cecil Cooper (4) - Doug DeCinces (1) - Cal Ripken Jr. (1) - Manny Trillo (4) - Lou Whitaker (1) - Carl Yastrzemski (18) - Robin Yount (3) Zapolowi - Rickey Henderson (3) - Reggie Jackson (13) - Ron Kittle (1) - Fred Lynn (9) - Ben Oglivie (3) - Jim Rice (5) - Gary Ward (1) - Willie Wilson (2) - Dave Winfield (7) |  | Menadżer - Harvey Kuenn Trenerzy - Joe Altobelli - Billy Gardner Honorowy kapitan - Joe Cronin |

| Miotacze - Dave Dravecky (1) - Atlee Hammaker (1) - Gary Lavelle (2) - Jesse Orosco (1) - Pascual Pérez (1) - Steve Rogers (5) - Lee Smith (1) - Mario Soto (2) - Fernando Valenzuela (3) Łapacze - Johnny Bench (14) - Bruce Benedict (2) - Gary Carter (6) |  | Wewnątrzpolowi - Darrell Evans (2) - Pedro Guerrero (2) - George Hendrick (4) - Glenn Hubbard (1) - Bill Madlock (3) - Al Oliver (7) - Steve Sax (2) - Mike Schmidt (8) - Ozzie Smith (3) - Dickie Thon (1) Zapolowi - Andre Dawson (3) - Leon Durham (2) - Willie McGee (1) - Dale Murphy (3) - Tim Raines (3) |  | Menadżer - Whitey Herzog Trenerzy - Pat Corrales - Tommy Lasorda Honorowy kapitan - Ernie Banks |

- W nawiasie podano liczbę powołań do All-Star Game.